# اس‌ام‌اس زاکسن (۱۸۷۷)
اس‌ام‌اس ساچسن (۱۸۷۷) (به انگلیسی: SMS Sachsen (1877)) یک کشتی بود که طول آن ۹۸٫۲ متر (۳۲۲ فوت) بود. این کشتی در سال ۱۸۷۷ ساخته شد.